# Pardosa vittata
Pardosa vittata este o specie de păianjeni din genul Pardosa, familia Lycosidae. A fost descrisă pentru prima dată de Keyserling, 1863. Conform Catalogue of Life specia Pardosa vittata nu are subspecii cunoscute.